# 林田悠佑
林田 悠佑（はやしだ ゆうすけ、1992年〈平成4年〉12月10日 - ）は、日本の舞台俳優。長崎県出身。青年劇場所属。

## 来歴
長崎県出身。特技はバドミントン。趣味は料理・風景写真。長崎県立長崎鶴洋高等学校卒業。2012年、秋田雨雀・土方与志記念青年劇場付属養成所卒業、同年入団。秋田雨雀・土方与志記念青年劇場所属。

## 舞台
- 「田畑家の行方」- 高橋正圀＝作　福山啓子＝演出（大宮大樹）
- 「あの夏の絵」- 福山啓子＝作・演出（飯島篤人）
- 「梅子とよっちゃん」- 福山啓子＝作　瀬戸山美咲＝演出（実吉捷郎、友田恭助）
- 「アトリエ」- ジャン＝クロード・グランベール＝作　大間知靖子＝訳　藤井ごう＝演出（プレス工２・ジャン）
- 「きみはいくさに征ったけれど」- 大西弘記＝作　関根信一＝演出（来生宮斗）
- 「郡上の立百姓」- こばやしひろし＝作　藤井ごう＝演出（喜平次）
- 「星をかすめる風」- イ・ジョンミョン＝原作　シライケイタ＝脚本・演出（囚人・看守）
- 「豚と真珠湾〜幻の八重山共和国〜」- 斎藤憐＝作　大谷賢治郎＝演出（大城珍吉）
- 「できないなんていわないで。」- 大西弘記＝作・演出[1]